# Забел Бояджян
Забел Бояджян (на английски: Zabelle Boyajian, на арменски: Զապել Պոյաճեան) е арменска художничка, преводачка и писателка на произведения в жанра исторически роман, пътепис и документалистика. Пише е и под псевдонима Вартени (Varteni).

## Биография и творчество
Забел Бояджян е родена на 1873 г. в Диарбекир, тогава в Османската империя, в семейството на британския вицеконсул в Диарбекир и Харпут, барон Томас Бояджян, който е арменец, и Катрин Роджърс, англичанка, потомка на английския поет Самюъл Роджърс. След като баща ѝ е убит по време на арменския геноцид в Хамидиан, през 1895 г. с майка си и брат си Хенри се преместват в Лондон. В Лондон се записва в школата за изящни изкуства „Слейд“. Владее различни езици – английски, арменски, френски, италиански, немски, руски, шведски и есперанто.
Заедно с образованието си започва да пише и илюстрира свои книги. Първият ѝ роман, „Yestere: The Romance of a Life“ (Йестере: Романсът на един живот), за кланетата на арменци в Сасун, е публикуван през 1900 г. под псевдонима Вартени.
Става активна членка на арменската общност и важна обществена фигура в културния живот и набирането на средства по време на Първата световна война. Много близка е с Анна Раффи, съпругата на арменския писател Раффи, и двамата ѝ синове – Арам и Аршак, които също се преместват в Лондон след смъртта на баща си. Бояджян периодично превежда и публикува откъси от романите на Раффи в списание „Арарат“ и организира различни събития за четене в негова чест.
През 1916 г. съставя, превежда, илюстрира и публикува антологията „Арменски легенди и поеми“. В нея са включени средновековни арменски литературни шедьоври, поезия от XIX век (в превод от Алис Стоун Блуел), и няколко легендарни епизода от арменската история, описани през V в. в хрониките на средновековния историк Мовсес Хоренаци. С антологията цели да запознае европейското общество с богатата и древна арменска литература. Приходите от книгата са дадени за подпомагане на арменските бежанци.
Авторка е на есета за Шекспир, Байрон, Еврипид, Раффи и др., както и сравнителни изследвания по английска и арменска литература. Пътува по света и през 1938 г. публикува своите пътеписи и илюстрации за Гърция в книгата „In Greece with Pen and Palette“ (В Гърция с писалка и палитра).
През 1948 г. превежда и публикува епичната поема на арменския поет Аведик Исаакян „Абу Лала Махари“.
Своите художествени творби художничката представя на самостоятелни изложби в Лондон (1910 г. и 1912 г.), в Германия, Франция, Италия и Белгия.
Забел Бояджян умира на 26 януари 1957 г. в Лондон.

## Произведения
- Yestere: The Romance of a Life (1900) – като Вартени
- Ester (1909) – като Вартени
- Armenian Legends and Poems (1916) – илюстрации от Забел Бояджян
Арменски легенди и поеми, изд. „Класика и стил“ (2018), прев. Боряна Даракчиева
- Gilgamesh: A Dream of the Eternal Quest (1924)
- In Greece with Pen and Palette (1938)